# 로버트 테일러 (축구 선수)
로버트 토마스 테일러(핀란드어: Robert Thomas Taylor, 1994년 10월 21일 ~ )는 핀란드의 프로 축구 선수로, 메이저 리그 사커 클럽 인터 마이애미와 핀란드 국가대표팀에서 미드필더와 윙백으로 활약하고 있다.

## 구단 경력
테일러는 2004년에 JJK 유소년 팀에 합류하여 시니어 레벨까지 클럽에 머물렀다. 이 기간 동안 그는 아버지가 태어난 나라인 잉글랜드에서 노팅엄 포리스트와 링컨 시티에서 근무했으며, 2011년에는 2년간의 장학금으로 합류했다.

### JJK
테일러는 2015년 베이카우스리가 팀 RoPS에 합류할 때까지 위쾨넨의 JJK에서 뛰었다.

### AIK
2017년 7월, 테일러는 10만 유로에 AIK로 이적했다.

### 인터 마이애미
2022년 2월 11일, 테일러는 메이저 리그 사커(MLS) 클럽 인터 마이애미로 2년 계약을 맺고, 이적료 50만 달러에 옵션을 추가로 받았다. 그는 윙어로 뛰기 위해 구단에 스카우트되었고, 2월 26일, 시카고 파이어와의 시즌 개막전에서 0-0 무승부를 기록하며 데뷔했다.
2023년 리그스컵에서 테일러는 새로운 마이애미 영입 선수인 리오넬 메시, 세르히오 부스케츠, 그리고 조르디 알바와 공격 파트너십을 맺었으며, 이는 메시의 이전 팀 동료인 앙헬 디 마리아와 안드레스 이니에스타와 비교되는 결과를 낳았다. 그는 7경기에서 5골을 넣고 3개의 어시스트를 기록하며 클럽이 첫 번째 트로피를 차지했다. 2023년 10월 25일, 인터 마이애미는 2024년 말까지 테일러를 마이애미에 유지할 수 있는 옵션을 행사했다고 발표했다.

## 국가대표팀 경력
테일러는 17세 이하, 19세 이하, 20세 이하, 21세 이하 및 시니어 레벨에서 핀란드 국가대표팀에 발탁되었다. 그는 2017년 1월 9일, 모로코와의 친선 경기에서 교체 선수로 출전하여 국가대표팀에 데뷔했다.
2020년 10월 11일, 테일러는 불가리아를 상대로 한 UEFA 네이션스리그 경기에서 2-0 승리를 거두며 첫 골을 기록했다.
2021년 6월 1일, 테일러는 핀란드의 UEFA 유로 2020 대표팀에 선발되었지만 대회 경기에는 출전하지 못했다.
2024년 3월, 테일러가 이미 웨일스와의 UEFA 유로 2024 예선 플레이오프 경기를 위해 핀란드 국가대표팀에 발탁된 후, 테일러는 뉴욕 레드불스와의 중요한 MLS 정규 시즌 경기에 더 집중하고 싶다며 소집을 거절했다.

## 사생활
테일러는 쿠오피오에서 핀란드 출신 어머니와 잉글랜드 출신 아버지 사이에서 태어났다. 그의 아버지 폴은 1990년대에 KuPS에서 뛰었던 잉글랜드의 전직 축구 선수이다. 폴은 현재 이위배스퀼래에 거주하며 지역 클럽에서 유소년 팀을 지도하고 있다.